# Landkreis Hersfeld-Rotenburg
Landkreis Hersfeld-Rotenburg er en Landkreis i regierungsbezirk Kassel i den nord/østlige del af den tyske delstat Hessen.  
Den grænser til følgende landkreise: Werra-Meißner-Kreis i nord, Wartburgkreis (Thüringen), Fulda i syd, Vogelsbergkreis i syd/vest og Schwalm-Eder-Kreis mod vest.
Bad Hersfeld fungere som administrationsby.

## Byer og kommuner
Kreisen havde 120829  indbyggere pr.  2018-12-31

| Byer | Kommuner |  |
| --- | --- |  |
| 1. Bad Hersfeld (29800) 2. Bebra (13962) 3. Heringen (Werra) (7187) 4. Rotenburg a.d.Fulda (14676) Købsteder (markt) 1. Niederaula (5376) 2. Philippsthal (Werra) (4153) | 1. Alheim (4913) 2. Breitenbach a. Herzberg (1685) 3. Cornberg (1346) 4. Friedewald (2401) 5. Hauneck (3159) 6. Haunetal (2923) 7. Hohenroda (3084) 8. Kirchheim (3553) 9. Ludwigsau (5452) 10. Nentershausen (2582) 11. Neuenstein (2936) 12. Ronshausen (2270) 13. Schenklengsfeld (4357) 14. Wildeck (5014) |  |